# He Zhizhang
He Zhizhang (cinese tradizionale:賀知章; cinese semplificato: 贺知章; pinyin: Hè Zhīzhāng; Wade-Giles: He Chihchang; 659 – 744) è stato un poeta cinese, vissuto al tempo della dinastia Tang.

## Biografia

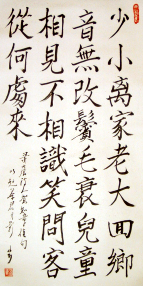
Calligrafia del Ritorno a casa

Nacque nel 659 nell'odierna Xiaoshan, nella regione dello Zhejiang, e morì nel 744.
In tarda età abbandonò la carriera politica per dedicarsi all'ascesi taoista.
È uno dei poeti annoverati fra gli Otto Immortali della Coppa di Vino, definizione tratta da una poesia del coevo Du Fu. Delle diciannove opere rimanenti, la più conosciuta è il Ritorno a casa, inclusa nell'antologia Trecento poesie Tang (Tangshi Sanbai Shou 唐詩三百首).